# متیو بیلی
متیو بیلی (انگلیسی: Matthew Baillie؛ ۲۷ اکتبر ۱۷۶۱ – ۲۳ سپتامبر ۱۸۲۳) دانشمند، پزشک و آسیب‌شناس اهل بریتانیا بود. او بود که برای نخستین بار جابجایی عروق بزرگ (TGV) و سایتوس اینورسوس را شناسایی کرده و تشخیص داشت.
وی همچنین برندهٔ جوایزی همچون همکار انجمن سلطنتی شده‌است.